# Turanogryllus pakistanus
Turanogryllus pakistanus är en insektsart som beskrevs av Ghouri och S. Ahmad 1959. Turanogryllus pakistanus ingår i släktet Turanogryllus och familjen syrsor. Inga underarter finns listade i Catalogue of Life.